# 雷蒙德·斯普魯恩斯
雷蒙德·艾姆斯·斯普魯恩斯（Raymond Ames Spruance，1886年7月3日—1969年12月23日，或譯為雷蒙·史普勞恩斯），第二次世界大戰时期美國海軍將領（最終官階為上將）、美國第五艦隊司令。他在中途島海戰中指揮了由企業號和大黃蜂號航母組成的第16特遣艦隊，企業號的俯衝轟炸機擊沉了日軍的旗艦赤城號和加賀號兩艘航母。他指揮的冰雹行動擊沉日軍艦船約20萬噸，使中太平洋的軍事要港土魯克失去價值。在菲律賓海海戰中，他也是美國海軍指揮官。
戰後，曾出任美國海軍戰爭學院院長及美國駐菲律賓大使。為紀念他立下的戰功，斯普魯恩斯級驅逐艦和該級首艦斯普魯恩斯號驅逐艦 (DD-963)皆以他的姓氏命名。

## 早期生活
斯普魯恩斯出生於馬里蘭州巴爾的摩市，是亞歷山大和安妮·斯普魯恩斯的兒子。他在印第安納州的印第安納波利斯長大，後被送往新澤西州由外祖母撫養。
1903年7月，斯普魯恩斯從印第安納州考入美國海軍學院。在校期間默默無聞 。1906年9月畢業後赴戰艦上服役。 1908年9月晉升為海軍少尉。後來經過電學進修而赴辛辛那提號防護巡洋艦任職。 1913年升任美國海軍亞洲艦隊所屬的驅逐艦上尉艦長。一年後轉往岸上任職，與瑪格麗特·迪安結婚。 1916年晉升海軍少校，1918年晉升海軍中校。1919年，出任海爾賽驅逐艦分遣艦隊的阿倫·華特號驅逐艦艦長，頗受小威廉·海爾賽的賞識。 1924年，調任戴爾號驅逐艦艦長，稍後出任美國駐歐洲海軍司令安德魯斯的助理參謀長，不久又改任奧斯本號（DD-295）驅逐艦艦長。
1926年夏，斯普魯恩斯進入美國海军战争学院深造。後來斯普魯恩斯認為他的成功的作戰在很大程度上得益於海軍戰爭學院的訓練。深造完畢，赴海軍情報局任職兩年，再赴密西西比號戰艦任副艦長。斯普魯恩斯還擔任過數個工程，情報人員和海軍戰爭學院的崗位直至40年代。1931年6月，調海軍戰爭學院負責函授課程。次年晉升為海軍上校。 1933年5月，出任驅逐艦護航艦隊司令沃森的參謀長。 1935年4月調任海軍戰爭學院戰術系主任，培養的學員有許多在第二次世界大戰中任要職。 
1938年，出任密西西比號戰艦艦長。1940年2月，升任第10海軍軍區司令，負責加勒比海地區邊防，總部設在波多黎各的聖胡安， 同年10月晉升為海軍少將。隨著歐洲戰事的發展，其職責逐漸增加。 1941年6月，出任分遣艦隊司令，旗艦為北安普敦號，在海爾賽麾下服役。

## 第二次世界大戰

### 第二次世界大戰初期
1941年12月2日，斯普魯恩斯率部離開珍珠港，在海爾賽指揮下執行向威克島運送戰鬥機的任務，因而免遭珍珠港劫難。此後，數次率部為航空母艦特混艦隊護航。在二次世界大戰的最初幾個月，斯普魯恩斯指揮第五巡洋艦隊（包括四艘重型巡洋艦和支援船隻），隸屬小威廉·海爾賽海軍上將。海爾賽指揮了一系列軍事行動，包括攻擊馬紹爾群島，威克島，從航母起飛空襲東京等。這些行動的軍事意義不大，但作為宣傳則十分成功，並為美國海軍提供寶貴的實戰經驗。

### 中途島海戰
中途島海戰前夕，航空母艦企業號的指揮官，綽號“公牛”的海爾賽海軍上將在關鍵時刻牛皮癬發作，這迫使他不得不住院以接受治療。他向尼米茲建議由斯普魯恩斯（時任海軍少將）接任自己的位置，更讓斯普魯恩斯借用他的首席幕僚米爾斯·白朗寧，協助斯普魯恩斯指揮作戰。反對者認為斯普魯恩斯作為一個巡洋艦隊指揮官，不會懂得如何指揮航空母艦。尼米茲還命令緊急搶修約克鎮號航空母艦並以此為核心組建第17特遣艦隊，整體作戰由傑克·弗萊徹海軍上將（時任少將）指揮（直到弗萊徹因第17特遣艦隊旗艦約克鎮號因損傷嚴重而下達棄艦命令為止）。儘管尼米茲明令資深的弗萊徹負責中途島戰役的戰場指揮，但在實際作戰中兩支艦隊始終是獨立指揮和獨立作戰的。 5月28日斯普魯恩斯率領第16特遣艦隊，包括兩艘航空母艦：企業號和大黃蜂號、6艘巡洋艦和9艘驅逐艦離開珍珠港，於6月3日與弗萊徹在中途島東北的預定海域會合，等待與日本聯合艦隊交戰。
6月4日黎明，日本航空母艦艦隊司令南雲忠一下令第一攻擊波轟炸中途島。因為不知道美國艦隊在附近，南雲為使第二攻擊波盡快出動，將原計劃對付航空母艦而攜帶魚雷的飛機全部改裝炸彈。正在此時，偵察機報告發現美國航空母艦，使南雲左右為難：第一攻擊波即將降落，需要補充油料和炸彈，第二攻擊波又需要重新換裝魚雷；保護航空母艦的戰鬥機即將耗盡油料。南雲下令一面向北撤退，一面接收飛機、換裝魚雷、補充油料，而卸下的炸彈和魚雷就堆放在航空母艦機庫內。
美軍先後有3個魚雷轟炸機中隊飛抵目標上空，但因沒有戰鬥機護航而攻擊失利，41架轟炸機當中只有6架得以返回航空母艦。然而，南雲既沒有很好地組織空中偵察，又無法迅速派出戰鬥機，還忽略了重要的規律--魚雷轟炸機出現在哪裡，俯衝轟炸機就會隨之來臨。就在南雲的部分零式戰鬥機在甲板上待命換班的時候，斯普魯恩斯的俯衝轟炸機飛抵日本航空母艦的上空，弗萊徹的飛機隨後趕到。前者向著赤城號和加賀號航空母艦俯衝投彈，後者則向蒼龍號航空母艦俯衝。 赤城號中彈後引起機庫內的彈藥誘爆，加賀號和蒼龍號亦中彈，陷入火海，先後沉沒。
後來，斯普魯恩斯曾這樣談及此次行動：
|  | 某些作者讚揚我能夠準確地選擇日本航空母艦處於最不利的狀況──飛機甲板上擺滿已經補充油料、裝好彈藥、等待起飛的飛機的時機去實施攻擊，其實，不是那麼回事。我自己認為唯一可以自詡的是，我十分敏感地意識到亟需採取出其不意的行動，並竭力要求在接近敵人後立即以我方的全部實力打擊敵航空母艦。 |

當天稍晚，脫逃的飛龍號航空母艦艦載機發現並重創弗萊徹的旗艦約克鎮號航空母艦，弗萊徹下令棄船(約克鎮號6日遭日本潛艇擊沉)，將指揮權移交給斯普魯恩斯。斯普魯恩斯的艦隊將迎面而來的飛龍號航空母艦擊沉後，即不顧上級的責備和參謀人員的反對而收回全部飛機，掉轉航向，迅速撤往中途島附近海域，午夜過後再率部西返，以便在天明時充分發揮艦載機的優勢，使山本通過夜戰復仇的計劃破產。此舉被視為斯普魯恩斯的第二個重要決策。在追擊過程中停止追擊，以免進入威克島日軍的空中勢力圈，使山本在空中勢力圈內與美國艦隊決戰以挽回敗局的企圖化為泡影。此舉被視為斯普魯恩斯的第三個重要決策。但是这些决策引发了海军中和随行舰队中某些人的不满，认为其怯战。

### 第二次世界大戰中期

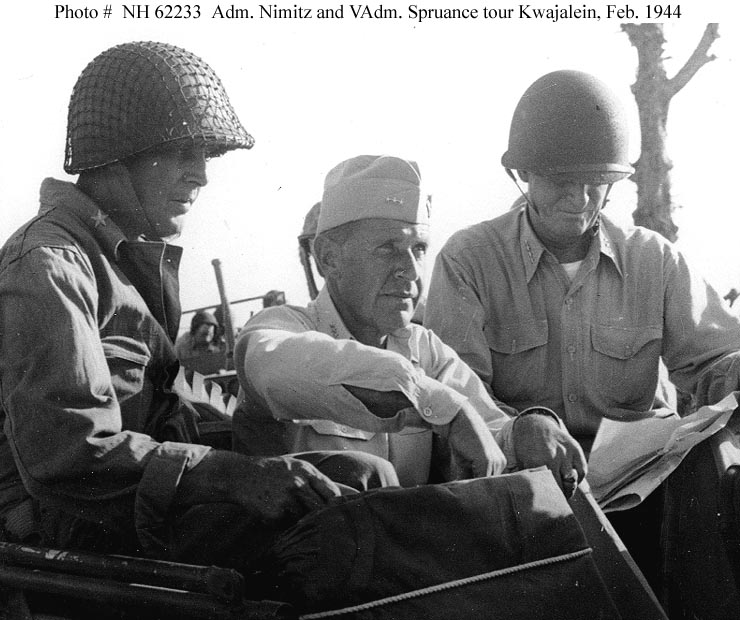
斯普魯恩斯中將在馬紹爾群島

中途島海戰後，斯普魯恩斯於1942年6月調任太平洋艦隊參謀長。當時進攻馬紹爾群島的計劃業已確定，但斯普魯恩斯認為美軍既缺乏馬紹爾防務情報，又缺乏兩棲作戰經驗，還是先攻占吉爾伯特群島較為有利。他的作戰計劃得到批准之後，斯普魯恩斯又周密考慮指揮官的選調、兵力兵器的配置和後勤保障的組織諸問題，還根據尼米茲的指示組建有著重要作用的機動勤務艦隊。他在參謀長任內晉升為海軍中將，與尼米茲同吃同住，共同探討戰爭指導和太平洋戰區的各期作戰行動。 。
1943年8月，斯普魯恩斯出任中太平洋艦隊司令，以巡洋艦印第安納波利斯號為旗艦，指揮吉爾伯特群島戰役。參戰部隊編組為5支特遣艦隊，擁有11艘航空母艦，主要進攻馬金島和塔拉瓦島。 11月20日，美軍在火力準備之後開始登陸作戰，遭到日軍的頑強抵抗。由於海軍砲擊時間太短而對敵工事破壞不夠，空中突擊時機不當而次數太少，兩棲登陸車輛太少且效果欠佳，通信裝備質量低劣，再加上沒有翼側和海潮的影響，美軍血戰3天才結束戰役，殲敵4000餘人。其中在塔拉瓦以傷亡3,000餘人的代價殲敵3,000餘人，有"可怕的塔拉瓦海灘"之說。斯普魯恩斯總結此役的經驗教訓，使兩棲作戰的理論與戰術得到重大發展。
1944年1月29日，斯普魯恩斯指揮登陸部隊和5支特遣艦隊以兩天的砲火準備開始馬紹爾群島戰役。美軍在1月31日先克馬朱羅島，再戰羅伊―-納慕島。 2月1日，協同行動準確而及時的美軍在誇賈林島登陸，激戰7天而全殲守敵。誇賈林島戰役之後，斯普魯恩斯晉升為海軍上將，所轄中太平洋艦隊改稱第5艦隊。 4月24日，馬紹爾群島皆被攻克。在此期間，斯普魯恩斯的航空母艦艦載機還對特魯克群島實施了毀滅性進攻，將5萬守軍孤立起來。在馬紹爾群島戰役中，美軍有效地運用奪取島上飛機場而以空中火力壓制周圍島礁地區的戰術，以傷1582人、亡372人的代價殲敵8122人。

### 菲律賓海海戰
斯普魯恩斯奉命將攻擊目標指向作為日本內防禦圈戰略要點的馬里亞納群島。參戰美軍為第5艦隊的4支特遣艦隊（下轄包括15艘航空母艦在內的600餘艘艦般）和兩棲登陸部隊的4個師又1個旅，共13萬餘人。 6月15日，美軍依靠艦載機的火力掩護和支援在塞班島登陸，守島日軍殊死抵抗。在得知日本聯合艦隊前來對抗的情報後，斯普魯恩斯決定取消關島登陸而加速攻占塞班島，並作好迎戰艦隊的準備。19日，雙方艦載機展開激戰，美軍潛艇趁敵不備，擊沉2艘航空母艦(包括日本方面司令小澤治三郎的旗艦大鳳號)。從19日夜到20日上午，美方因缺乏空中搜索而失去最佳進攻機會。 20日下午，美軍損失80餘架飛機而擊沉敵1艘航空母艦和2艘油船，擊傷6艘航空母艦及其中他戰艦。日本艦隊倉皇撤退。 美軍於6月15日登陸塞班島，經過三個星期的戰鬥後，日軍在島上的殘存兵力僅剩約3000名，為7月7日萬歲衝鋒作表率，南雲忠一於7月6日晚上用手槍自殺。塞班島被攻克。其他諸島亦隨後陷落。馬里亞納群島的失守導致東條英機內閣的垮台。此役使日本的艦載機飛行員損失殆盡，日本航空母艦艦隊的戰鬥力嚴重受損，西太平洋的制海權完全轉歸美軍。这次海战中，因为击毁日本飞机过于简单，被飞行员戏称为“马里亚纳射火鸡”（一种娱乐活动，用枪打泥土做的火鸡）。雖然此役擊沉三艘航空母艦和2艘油船，並摧毀約600架敵軍飛機，但斯普魯恩斯被批評為欠缺侵略性。在幾個月後的雷伊泰灣海戰，日本剩下的航空母艦均由於缺乏飛機和飛行員，被作為誘餌使用。

### 沖繩島戰役
為給日本決定性打擊，斯普魯恩斯建議攻佔硫磺島和沖繩島，以硫磺島的機場作為空襲日本本土的Ｂ-29轟炸機的應急降落場和護航戰鬥機的前進基地，得到了上級的批准。參戰美軍擁有約600艘艦船，共22萬人。
1945年2至6月，率領第5艦隊再次發起硫磺島戰役和沖繩島戰役，為以後進攻日本本土取得了重要的前進基地。1945年2月17日，斯普魯恩斯下令進行兩天的火力準備。19日起，登陸作戰的美軍因日軍憑藉堅固工事抵抗而傷亡慘重。美軍後來在坦克支援下大量使用噴火器、火箭筒，使戰事獲得重大進展。 3月16日，硫磺島戰役結束，美軍以傷亡28,000餘人、損失33艘艦艇、168架飛機的代價全殲守敵23,000人。然而，因為戰鬥過程中的通訊聯絡不良，所以造成部份艦炮誤擊美軍陸戰隊搶灘登陸之遺憾狀況。斯普魯恩斯從中總結出奪取港口或在登陸地域，必須搶先建立浮動設施和合理組織物資裝備的運輸是登陸作戰中絕對不可疏視的問題。
日軍在沖繩島有10萬人、250架飛機，在周圍海區設有數十個雷區和防艇障礙區，在附近島嶼集結有500架神風攻擊飛機。盟軍參戰部隊有7支美國特遣艦隊和1支英國特遣艦隊，共45萬餘人、1,457艘艦船（36艘航空母艦、2108架艦載機）。3月27日，美軍攻占沖繩島西部的慶良間群島作為海軍前進基地。4月1日，在火力準備之後，美軍登陸成功，建立起寬大登陸場。4月5日，日軍開始強烈抵抗。6月，日本神風攻擊機和轟炸機擊沉美軍16艘艦船。7日，美軍飛機擊沉大和號戰列艦。神風特攻隊使美國警戒雷達艦損失慘重，美軍飛行員的減員愈益增多。島上美軍進攻日軍第一道防線受挫，激戰10天而無法突破。4月19日，美軍再次進攻，於24日突破日軍防線。5月8日，美軍進攻日軍第2道防線，直到21日方才奏效。近兩個月的連續作戰，使第5艦隊指揮官們的體力和精力消耗殆盡。尼米茲被迫調換全部高級指揮官。斯普魯恩斯由海爾賽接替，第5艦隊改稱第3艦隊。 6月22日，戰役結束，10萬守軍全部被殲。
1945年8月日本投降後，斯普魯恩斯奉命指揮駐日美海軍一切兵力。 11月繼任切斯特·尼米茲五星上將出任太平洋艦隊司令。

## 晚年

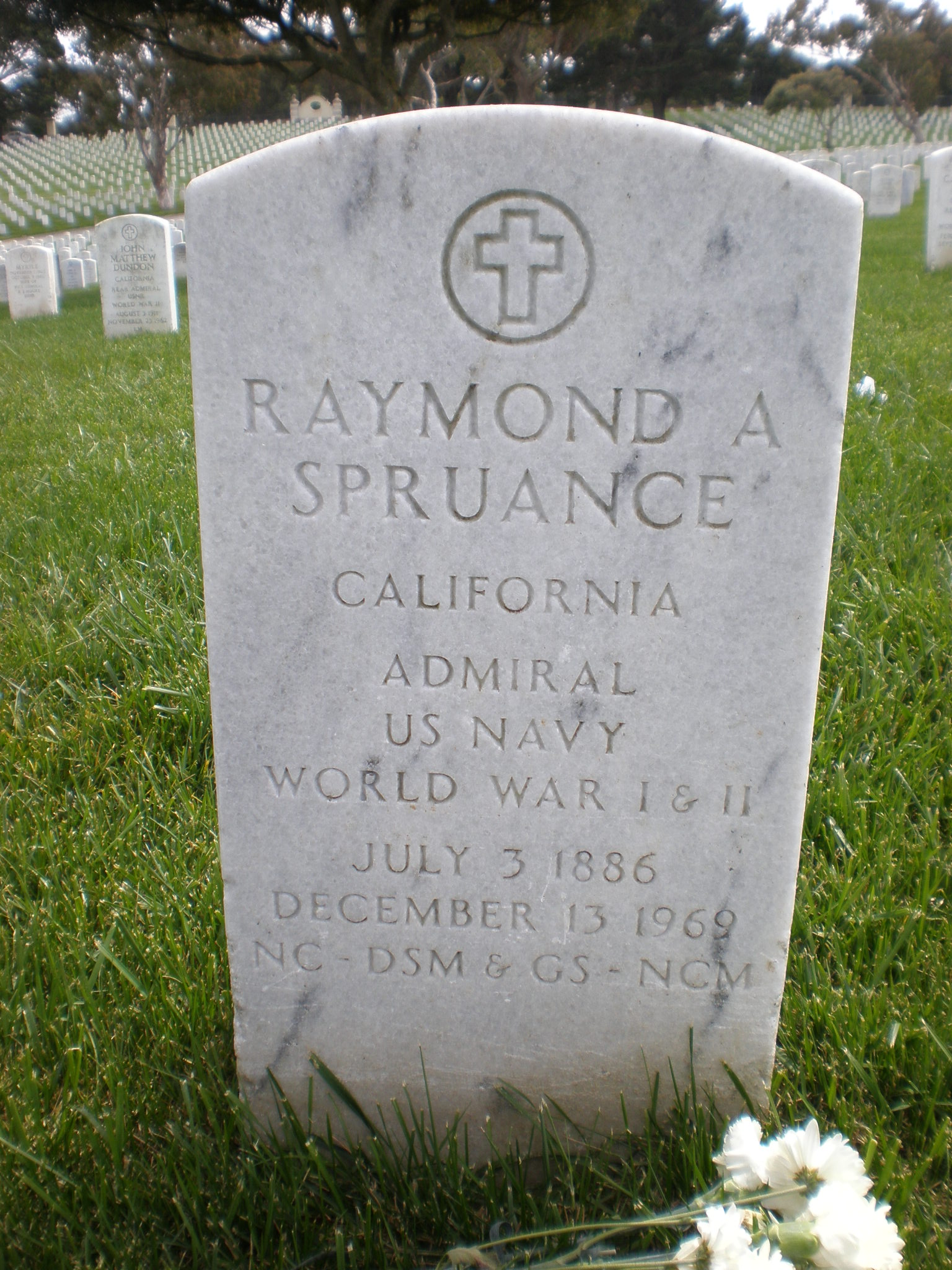
斯普魯恩斯在金門國家公墓的墓碑

由於名額限制和卡尔·文森的反对，斯普魯恩斯一直未能晉升成為五星上將。國會最終通過了一項前所未有的議案，當中訂明斯普魯恩斯退休後，將維持五星上將的薪酬直至逝世。
在1946年初，斯普魯恩斯出任美國海軍戰爭學院院長，直到他在1948年7月由海軍退休。任中，他對海軍課程設置和內容進行了改革。 後來他被任命為美國駐菲律賓大使，完成了關於美國基地問題的談判。任期由1952年1月至1955年4月。 
1969年，斯普魯恩斯在加利福尼亞州逝世。他以最高軍事榮譽被安葬在三藩市南邊的金門國家公墓。

## 紀念
美國海軍斯普魯恩斯號驅逐艦 (DD-963)，為斯普魯恩斯級驅逐艦首艦，便是為紀念他的姓氏命名。
而阿利·伯克級驅逐艦第六十一艘艦史普魯恩斯號驅逐艦 (DDG-111)也為紀念他而以他的姓氏命名。

## 逸聞
尼米茲曾稱讚他是“海軍上將中的上將”。
1944年的時代雜誌7月號(6月26日出版)曾以他作為封面人物。
斯普魯恩斯平生對酒精不感興趣, 但卻是一名咖啡愛好者 。
曾經有人評論：「海爾賽能在一場海戰中取勝，斯普魯恩斯能在一場戰役中取勝，而尼米茲能在一場戰爭中取勝。」

## 軍階
| 少尉   | 中尉 | 上尉   | 少校   | 中校   | 上校   |
| O-1    | O-2  | O-3    | O-4    | O-5    | O-6    |
| ------ | ---- | ------ | ------ | ------ | ------ |
|        |      |        |        |        |        |
| 1908年 | 不明 | 1913年 | 1916年 | 1918年 | 1931年 |

| 准將       | 少將   | 中將   | 上將   |
| O-7        | O-8    | O-9    | O-10   |
| ---------- | ------ | ------ | ------ |
|            |        |        |        |
| 未有此軍階 | 1940年 | 1943年 | 1944年 |

(註:斯普魯恩斯在二戰後薪酬待遇与五星上将相同)